# 이규복
이규복(1981년 1월 2일 ~ ) 은 대한민국의 배우이다.

## 학력
- 청주대학교 영화학 학사

## 출연작

### 드라마
- 《대운을 잡아라》 (2025년, KBS1) - 장태풍 역
- 《닥터 로이어》 (2022년, MBC) - 천 실장 역
- 《키마이라》 (2021년, OCN) - 강상구 역
- 《백일의 낭군님》 (2018년, tvN) - 송내관 역
- 《러블리 호러블리》 (2018년, KBS2) - 기순 역
- 《그남자 오수》 (2018년, OCN)
- 《마더》 (2018년, tvN) - 강이진의 남편 역
- 《투깝스》 (2017년, MBC) - 이끼 역
- 《블랙》 (2017년, OCN) - 저승사자 No.416 / 장현수 역
- 《황금빛 내 인생》 (2017년, KBS2) - 유관우 역
- 《크리미널 마인드》 (2017년, tvN) - 윤정섭 역
- 《시카고 타자기》 (2017년, tvN) - 송종욱 기자 역
- 《보이스》 (2017년, OCN) - 도청이 역
- 《마녀보감》 (2016년, JTBC) - 상만 역
- 《피리부는 사나이》 (2016년, tvN)
- 《먹는 존재》 (2015년, 웹드라마) - 과외학생 역
- 《아름다운 나의신부》 (2015년, OCN) - 윤민수 역
- 《러브포텐 - 순정의 시대》 (2014년, 웹드라마) - 허씨 역
- 《라이어 게임》 (2014년, tvN) - 배 사장 역
- 《오늘도 청춘》 (2014년, VTV) - 성재 역
- 《방과 후 복불복》 (2013년, 웹드라마)
- 《러브인 메모리》 (2013년, 웹드라마)
- 《무정도시》 (2013년, JTBC) - 박경호 역
- 《부탁해요 캡틴》 (2012년, SBS) - 비행 스케줄 담당 직원 역
- 《제빵왕 김탁구》 (2010년, KBS2)

### 영화
- 《1947 보스톤》 (2023년) - 통역관 역
- 《변신》 (2019년) - 구급대원 1 역
- 《라이브하드》 (2018년) - 강호 역
- 《배반의 장미》 (2018년) - 광태 역
- 《물괴》 (2018년) - 모개 역
- 《역모: 반란의 시대》 (2017년) - 유일운 역
- 《나의 사랑 나의 신부》 (2014년) - 준수 친구 역
- 《롤러코스터》 (2013년) - 마준규 매니져 2 역
- 《누구나 제 명에 죽고싶다》 (2013년) - 진호 역

### 광고
- LG G3
- 에듀윌